# Haemaphysalis kyasanurensis
Haemaphysalis kyasanurensis este o specie de căpușe din genul Haemaphysalis, familia Ixodidae, descrisă de Trapido, Hoogstraal și Rajagopalan în anul 1964. Conform Catalogue of Life specia Haemaphysalis kyasanurensis nu are subspecii cunoscute.